# Comunità collinare Valtriversa

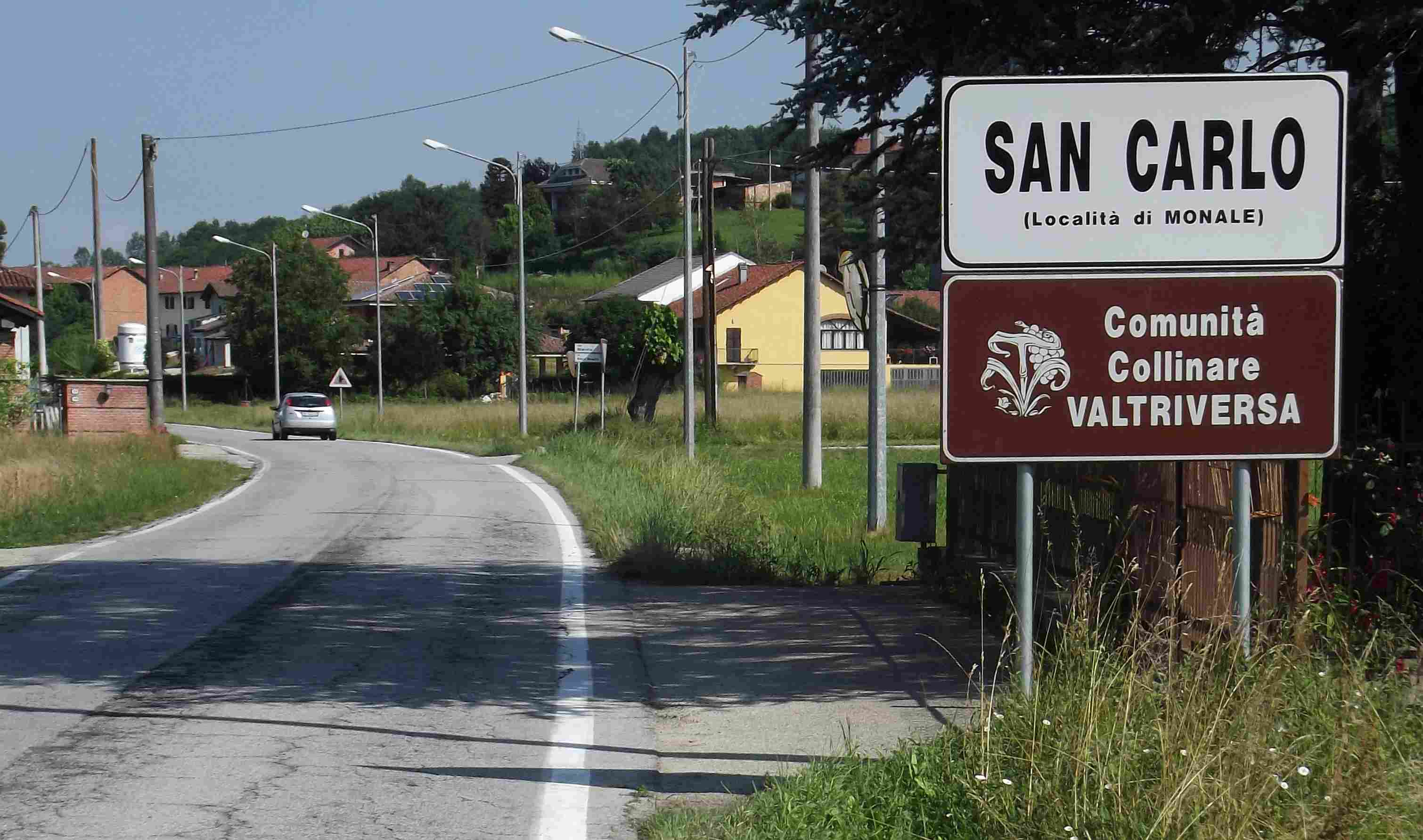
Cartello stradale che segnala l'inizio del territorio della comunità collinare

La Comunità collinare Valtriversa è un'unione comunale costituita nel 2000 e inclusa nella provincia di Asti.
Prende il nome dal torrente Triversa, un affluente del Borbore.

## Composizione

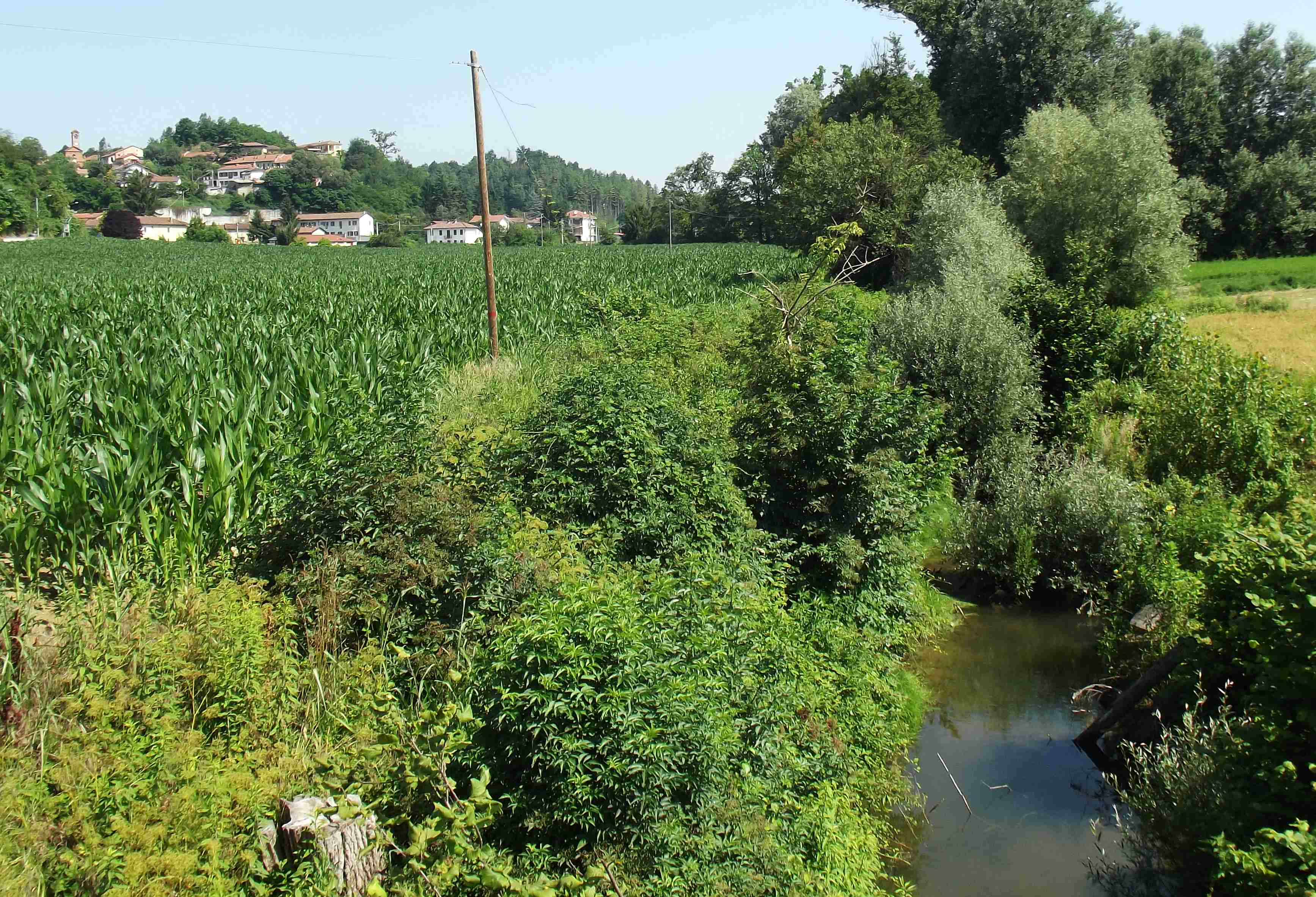
La valletta del rio di Monale nei pressi di Cortandone.

La comunità collinare riunisce sette comuni:
- Cantarana
- Castellero
- Cortandone
- Maretto
- Monale
- Roatto
- San Paolo Solbrito

## Storia
In passato erano parte della comunità collinare anche i comuni di Baldichieri d'Asti, Ferrere e Villafranca d'Asti.

Sia Villafranca che Baldichieri sono infatti usciti dall'unione nel 2013.